# Sloní pólo

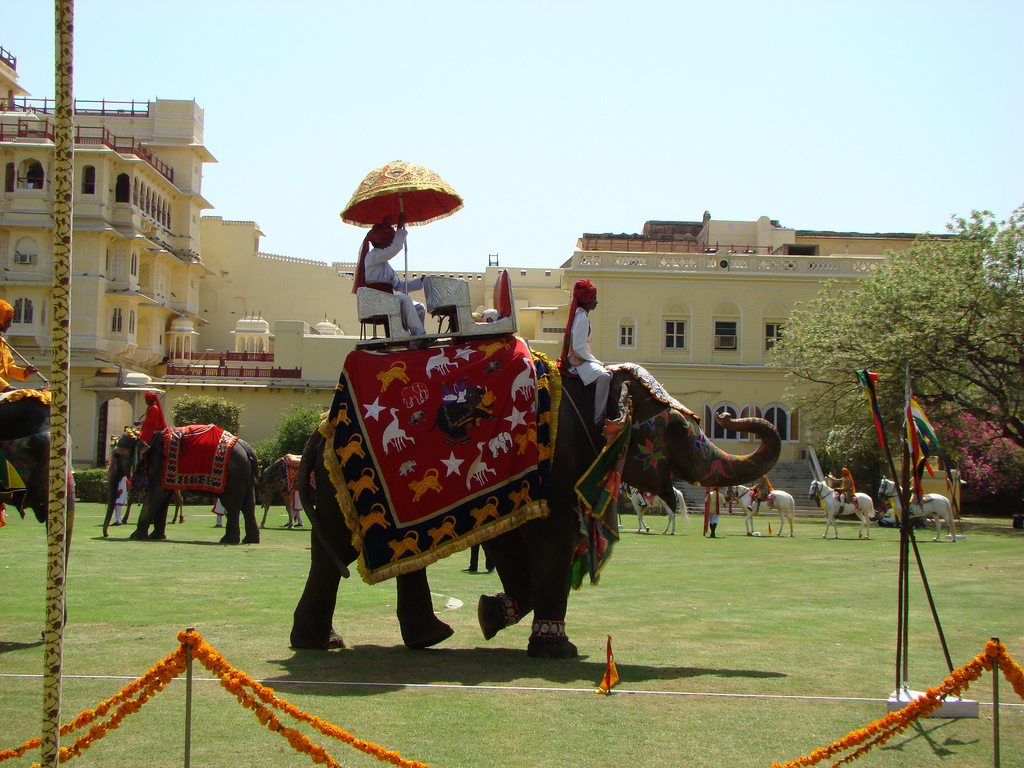
Sloní pólo, Indie.

Sloní pólo je varianta póla, kdy hráči místo na koních sedí na slonech.
Tato hra je populární především v Nepálu, Mongolsku, Srí Lance a Thajsku. Na slonovi jezdí dva lidé z nichž ve předu sedí mahout, který slona ovládá, zatímco vlastní hráč říká mahoutovi kam a jak má jít a pomocí pólové paličky trefuje míč.
Proti sobě hrají tří nebo čtyřčlenná družstva s klasickým pólovým míčem který trefují bambusovou tyčí zakončenou pólovou paličkou. Délka tyče závisí na velikosti slona a pohybuje se mezi 5 a 12 stopami (tj. mezi 150 a 360 centimetry). Velikost či pohlaví slonů nejsou nijak omezeny.
Pravidla hry jsou podobná koňskému pólu, hřiště má pouze tříčtvrteční délku standardního pólového pole, protože sloni jsou pomalejší než koně. Rozhodčí je jeden a pohybuje se také na slonovi s mahoutem. Ve sloním pólu je zakázán jakýkoli kontakt mezi slony. Hra je složena ze dvou „chukkas“ po sedmi minutách.
Zajímavostí je, že sloni se aktivně zapojují do hry, přičemž se snaží rozšlápnout míč, nebo rozbít paličku hráče. Pólový míč se podaří rozšlápnout zcela výjimečně, ale často se jim ho podaří zašlápnout ho do země.
Slony poskytují organizátoři turnaje jejich účastníkům několik dní předem, aby si na sebe zvykli. Mužstva si během zápasu vymění nejen strany, ale i slony čímž se zajišťuje, aby nikdo neměl výhodu. Při remíze se prodlužuje, mění se strany ale sloni nikoli. V ligových soutěžích se v případě remízy neprodlužuje, pravidelné soutěže počítají dva body za vítězství a jeden za remízu.

## Historie
Sloní pólo bylo nejprve hráno v Indii, kde ho počátkem 20. století hrála britská aristokracie. Moderní pravidla vznikla v Meghauly v Nepálu, údajně po pitce. První zápasy byly hrány s fotbalovým míčem, ale brzy se zjistilo, že sloni rádi rozšlapávají míče, proto fotbalový míč nahradil pevnější pólový míč.

## Organizace
Hlavní a nejstarší organizací kolem sloního póla je WEPA (World Elephant Polo Association), která vznikla v roce 1982 Chitwanu v Nepálu. Od té doby tato organizace pořádá pravidelné turnaje.